# Alcide d'Orbigny
Alcide Charles Victor Marie Dessalines d'Orbigny (Couëron, Loira Atlántico, 6 de septiembre de 1802 - Pierrefitte-sur-Seine, 30 de junio de 1857) fue un naturalista, malacólogo, paleontólogo y explorador francés.

## Biografía
Provenía de una familia de médicos especializados en las ciencias naturales. Antes de cumplir 20 años, ya era un naturalista avezado y de prestigio, y hasta el famosísimo Cuvier lo citaba habitualmente.
Visitó Sudamérica enviado por el Museo de Historia Natural de París en viaje de exploración científica; tras dicho viaje, D'Orbigny escribió una obra monumental, que constituye un relato histórico referido a Uruguay, Brasil, Paraguay, Argentina, Chile, Perú y Bolivia.
Llegó a Montevideo hacia fines de 1826, con 24 años de edad, para explorar la Banda Oriental. Desembarcó en Buenos Aires en enero de 1827. Remontó el río Paraná hasta Corrientes, alojándose en Rincón de Luna, Itatí, Goya, y el Iberá. Visitó Chaco, donde observó la nación Toba, y regresó a Buenos Aires.
Su interés por la Geografía, la Zoología, la Botánica y por la situación política y económica, nos permite actualmente tener una exacta descripción de aquellos tiempos. De regreso a Buenos Aires a mediados de 1828, después de visitar el Litoral, D'Orbigny presenció el golpe de Juan Lavalle contra Dorrego.

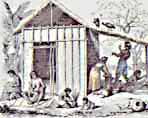
A la orilla del río Magdalena, en Voyage pittoresque dans les deux Amériques, (1840).

Posteriormente d'Orbigny exploró la Patagonia, y aunque no pudo recorrer personalmente la Pampa, pidió a un hombre de su confianza, Narciso Parchappe, que redactase un informe sobre ella que incluyó en el libro. Viajó por mar a Carmen de Patagones, donde permaneció ocho meses. Exploró la boca del río Negro, la bahía San Blas y Punta Rasa. Tomó contacto con indios aucas, puelches y patagones, cuyas costumbres describe en detalle, y narra una excursión a las salinas y la caza de ñandúes y de focas.
Llegó seis años antes que Darwin a la Argentina y descubrió varias centenas de especies de vegetales y de animales, como los enigmáticos caracoles ciegos. Detalló cómo eran los suelos de la provincia de Entre Ríos y al regresar a su país sufrió el desaire de sus pares que no lo reconocían como paleontólogo y rechazaban su ingreso a la Academia de Ciencias francesa.
Francia en ese momento estaba destinando naturalistas hacia todo el mundo. El Museo de Historia Natural de París les daba por escrito las instrucciones sobre cómo clasificar y enviar los fósiles u otras piezas de interés. Por ello, d'Orbigny fue entrenado por varios expertos, incluyendo al alemán Alexander von Humboldt. Buenos Aires ya había sido visitada por el francés Amado Bonpland y el español Félix de Azara, mientas que a Claudio Gay se le encomendaría la tarea de explorar Chile y fundar el Museo Nacional de Historia Natural de ese país, el museo más antiguo de Sudamérica.

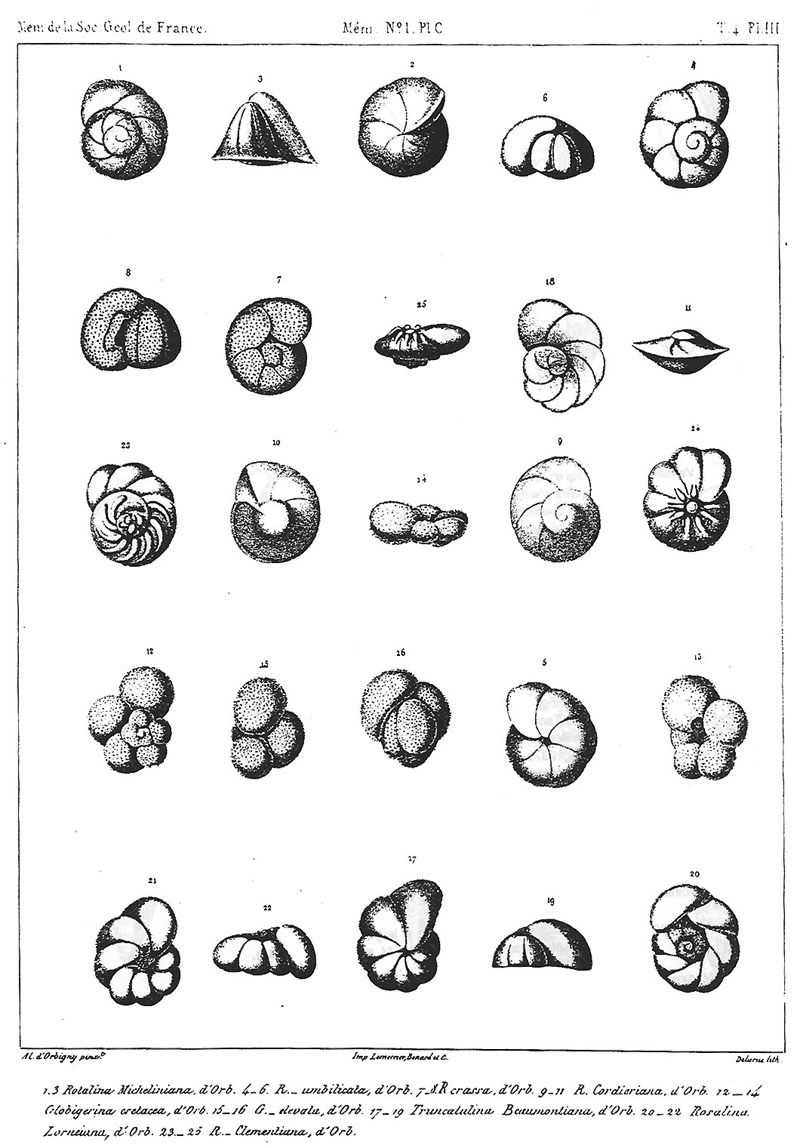
Lámina con foraminíferos de la cuenca de París.

El mejor antecedente de D'Orbigny para ser elegido para su misión fue el estudio que había desarrollado sobre los foraminíferos, unos seres unicelulares marinos que no miden más de un milímetro. Por esto, se lo considera como el principal fundador de la micropaleontología.
La existencia de restos fósiles de los tuco-tuco (o también tucu-tucu), roedores cavícolas propios de Sudamérica, del género Ctenomys, fue descrita por él. También se concentró en muchas especies marinas.
Describió el pulpito y la vieira tehuelches, así como el mejillón. Hasta su llegada, nadie se había dado cuenta de que ciertos caracoles que viven en aguas argentinas son ciegos, y se alimentan de organismos muertos a los que detectan gracias a un complejo sistema sensorial. D'Orbigny los llamó Buccinanops.
En una carta dirigida a Alcides D’Orbigny, el presidente de Bolivia, el Mariscal Santa Cruz, expresó su deseo de que el naturalista francés visitara Bolivia para conocer las producciones del país. Santa Cruz ofreció emplear el influjo del gobierno a favor de los trabajos de D’Orbigny y propuso que este fuera acompañado por un oficial del ejército y dos jóvenes locales durante su viaje. Además, mencionó las riquezas en los reinos mineral y vegetal de Bolivia y sugirió visitar las provincias de Caupolicán, Yungas y Moxos en las tierras bajas bolivianas.
En 1834, D'Orbigny volvió a Francia y escribió su monumental obra en nueve volúmenes Voyage dans l'Amerique Méridionale ("Viaje a la América Meridional"), una obra que sólo es comparable con los voluminosos escritos de Humboldt acerca de la América equinoccial.
D´Orbigny se inicia con una descripción del hombre americano (guaraníes, araucanos, calchaquíes y quechuas), su historia y costumbres. Luego, siguen estudios de más de 160 mamíferos, 860 pájaros, 115 reptiles, 170 peces, 5.000 insectos y crustáceos, 3.000 plantas, y numerosísimos datos geológicos, paleontológicos y etnográficos. En cuanto a los estudios paleontológicos, por ejemplo, d'Orbigny describió los restos del gliptodonte que había descubierto Thomas Falkner en 1760, y recogió varios fósiles principalmente en las barrancas del río Paraná.
En 1843, fue elegido presidente de la Sociedad geológica de Francia.

## Taxones dedicados
Los siguientes taxones llevan su nombre en su honor:
- Paralichthys orbignyanus (Valenciennes, 1839).
- Nerocila orbignyi (Guérin, 1832)
- Alcidia Bourguignat, 1889
- Ampullaria dorbignyana Philippi, 1851
- Pinna dorbignyi Hanley, 1858
- Haminoea orbignyana A. de Férussac, 1822
- Sepia orbignyana Férussac, 1826
- Timogenes dorbignyi (Guérin-Méneville, 1843)
- Alcidedorbignya Muizon y Marshall, 1992

- La abreviatura «A.D.Orb.» se emplea para indicar a Alcide d'Orbigny como autoridad en la descripción y clasificación científica de los vegetales.[5]

## Abreviatura (zoología)
La abreviatura d'Orbigny  se emplea para indicar a Alcide d'Orbigny como autoridad en la descripción y taxonomía en zoología.